# 2023 v dopravě
Tento článek obsahuje seznam událostí souvisejících s dopravou, které proběhly roku 2023.

## Březen
- 2. března

 Do Česka dorazily první dvě lokomotivy řady 393 pro ČD Cargo. Jedná se o dvousystémové (15 kV, 16,7 Hz a 25 kV, 50 Hz) elektrické lokomotivy typo Siemens Vectron, které jsou navíc vybavené pomocným spalovacím motorem.

## Duben
- 29. dubna

 V noci z 28. na 29. dubna vypravilo ČD Cargo pro Českou poštu poslední přímé poštovní vlaky, které zajišťovaly přepravu poštovní zásilek mezi třídicími centry pošty v Ostravě, Olomouci a Praze (do roku 2022 také v Pardubicích).

## Červenec
- 28. července

V Praze byla otevřena Štvanická lávka jejíž výstavba započala v roce 2022.

## Srpen
- 15. srpna

 Motorové jednotky české řady 847 zahájily zkušební provoz s cestujícími. České dráhy si objednaly u polského výrobce Pojazdy Szynowe Pesa Bydgoszcz celkem 76 kusů těchto souprav.

## Září
- 9. září

 V Kyjevě bylo kvůli hrozbě zatopení tunelu uzavřeno šest stanic metra.[zdroj?]
- 19. září

 Na veletrhu TRAKO představila společnost Newag prototyp třísystémové elektrické lokomotivy Griffin pro rychlost 200 km/h. Jedná se o první stroj ze série objednané dopravcem PKP Intercity.

## Prosinec
- 1. prosince

 Z výrobního závodu firmy Alstom v polském Chorzówě byla do Rumunska odeslána první elektrická jednotka Alstom Coradia Stream. Jedná se o první z 37 jednotek stejného typu pro rumunskou státní agenturu Autoritatea pentru Reformă Feroviară. Jednotky budou nasazeny ve vnitrostátní dálkové dopravě.
- 10. prosince

 Leo Express Slovensko (LESK) převzal provozování pravidelné osobní dopravy na trati Bratislava–Komárno, kde nahradil Železničnou spoločnosť Slovensko. Do provozu na této trati byly nasazeny motorové jednotky Alstom Coradia LINT 41 (německá řada 648) najaté od poolu Alpha Trains.